# Dennis Dugan
Dennis Barton Dugan (Wheaton, 1946. szeptember 5. –) amerikai rendező, színész, forgatókönyvíró, művész és humorista.
Adam Sandler komikus színésszel való közös munkájáról ismert, akivel a Happy, a flúgos golfos (1996), az Apafej (1999), a Férj és férj (2007), a Ne szórakozz Zohannal! (2008), a Nagyfiúk (2010), a Kellékfeleség (2011), a Jack és Jill (2011) és a Nagyfiúk 2. (2013) című filmekben dolgozott együtt. Négyszer jelölték a legrosszabb rendezőnek járó Arany Málna díjra, ebből egyet nyert meg.

## Élete és pályafutása
Az Illinois állambeli Wheatonban született, Marion háziasszony és Charles Dugan biztosítási ügynök négy fia közül a másodikként. 1969-ben kezdte színészi karrierjét New Yorkban. 1972-ben Hollywoodba költözött, ahol a The Sixth Sense című tévésorozatban debütált.
Dugan filmjei több mint 1,8 milliárd dolláros bevételt hoztak világszerte.

## Magánélete
Dugan első házasságkötése Joyce Van Patten színésznővel történt 1973-ban. 1987-ben váltak el, és később feleségül vette Sharon O'Connort, akivel a mai napig házasok.
2009 júniusában Dugan fiát, Kelly-t a 75. helyre választotta ki a Philadelphia Phillies a Major League Baseball drafton. A kaliforniai Sherman Oaksban található Notre Dame High Schoolban végzett, és a klub négy kisebb ligás csapatában játszott, köztük a Gulf Coast League Phillies, a Reading Fightin' Phils, a Williamsport Crosscutters és a Lakewood BlueClaws csapataiban.

## Filmográfia

### Film

#### Rendező
| Év   | Magyar cím                               | Eredeti cím                       | Megjegyzés                                         |
| ---- | ---------------------------------------- | --------------------------------- | -------------------------------------------------- |
| 1990 | Talpig zűrben                            | Problem Child                     |                                                    |
| 1992 | Agymenők                                 | Brain Donors                      |                                                    |
| 1996 | Happy, a flúgos golfos                   | Happy Gilmore                     |                                                    |
| 1997 | Beverly Hills-i nindzsa                  | Beverly Hills Ninja               |                                                    |
| 1999 | Apafej                                   | Big Daddy                         | Jelölve - Arany Málna díj a legrosszabb rendezőnek |
| 2001 | Nő a baj                                 | Saving Silverman                  |                                                    |
| 2003 | Nemzetbiztonság Bt.                      | National Security                 |                                                    |
| 2006 | Lúzer SC                                 | The Benchwarmers                  |                                                    |
| 2007 | Férj és férj                             | I Now Pronounce You Chuck & Larry | Jelölve - Arany Málna díj a legrosszabb rendezőnek |
| 2008 | Ne szórakozz Zohannal!                   | You Don't Mess with the Zohan     |                                                    |
| 2010 | Nagyfiúk                                 | Grown Ups                         |                                                    |
| 2011 | Kellékfeleség                            | Just Go with It                   | Arany Málna díj a legrosszabb rendezőnek           |
| 2011 | Jack és Jill                             | Jack and Jill                     | Arany Málna díj a legrosszabb rendezőnek           |
| 2013 | Nagyfiúk 2.                              | Grown Ups 2                       | Jelölve - Arany Málna díj a legrosszabb rendezőnek |
| 2020 | Szerelmek, esküvők és egyéb katasztrófák | Love, Weddings & Other Disasters  | forgatókönyvíró                                    |

#### Színész
| Év   | Magyar cím                               | Eredeti cím                              | Szerep                     | Magyar hang            |
| ---- | ---------------------------------------- | ---------------------------------------- | -------------------------- | ---------------------- |
| 1976 |                                          | Norman... Is That You?                   | Garson Hobart              |                        |
| 1979 | Artúr király és az űrhajós               | Unidentified Flying Oddball              | Tom Trimble                |                        |
| 1981 | Üvöltés                                  | The Howling                              | Chris Halloran             | ?                      |
| 1981 | Üvöltés                                  | The Howling                              | Chris Halloran             | Sztarenki Pál          |
| 1981 | Üvöltés                                  | The Howling                              | Chris Halloran             | Selmeczi Roland        |
| 1985 | A víz mindent visz                       | Water                                    | Rob                        | Dévai Balázs           |
| 1987 | Bérbarátnő álomáron                      | Can't Buy Me Love                        | David Miller               | Csankó Zoltán          |
| 1988 | Drágám, terhes vagyok!                   | She's Having a Baby                      | Bill                       | Rosta Sándor           |
| 1988 | Harisnyás Pippi legújabb kalandjai       | The New Adventures of Pippi Longstocking | Mr. Settigren              |                        |
| 1989 | Vásott szülők                            | Parenthood                               | David Brodsky              | Sinkovits-Vitay András |
| 1989 | Vásott szülők                            | Parenthood                               | David Brodsky              | Juhász György          |
| 1990 | Talpig zűrben                            | Problem Child                            | amerikai apa               | Balázsi Gyula          |
| 1996 | Happy, a flúgos golfos                   | Happy Gilmore                            | Doug Thompson              | Galbenisz Tomasz       |
| 2006 | Lúzer SC                                 | The Benchwarmers                         | Bellows edző               |                        |
| 2010 | Nagyfiúk                                 | Grown Ups                                | játékvezető a kosármeccsen |                        |
| 2020 | Szerelmek, esküvők és egyéb katasztrófák | Love, Weddings & Other Disasters         | Eddie Stone                | Berzsenyi Zoltán       |
| 2024 |                                          | Knox Goes Away                           | Philo Jones                |                        |
| 2024 |                                          | Father There Is Only One 4               | önmaga                     |                        |
| 2025 | Happy, a flúgos golfos 2.                | Happy Gilmore 2                          | Doug Thompson              | Beregi Péter           |

## Fordítás
- Ez a szócikk részben vagy egészben  a   Dennis Dugan című angol Wikipédia-szócikk fordításán alapul.  Az eredeti cikk szerkesztőit annak laptörténete sorolja fel. Ez a jelzés csupán a megfogalmazás eredetét és a szerzői jogokat jelzi, nem szolgál a cikkben szereplő információk forrásmegjelöléseként.